# Thylacoptera albipuncta
Thylacoptera albipuncta är en fjärilsart som beskrevs av George Francis Hampson 1898. Thylacoptera albipuncta ingår i släktet Thylacoptera och familjen björnspinnare. Inga underarter finns listade i Catalogue of Life.